# 奈良県立奈良南高等学校
奈良県立奈良南高等学校（ならけんりつ ならみなみ こうとうがっこう、英: Nara Prefectural Naraminami Senior High School）は、奈良県吉野郡大淀町下渕および吉野町飯貝に所在する県立高等学校。

## 概要
2020年（令和2年）4月、奈良県立大淀高等学校（以下、大淀高）と奈良県立吉野高等学校（以下、吉野高）を統合する際、新設合併により設置された高等学校である。
大淀町と吉野町にそれぞれ大淀学舎と吉野学舎があり、第1学年は全員大淀学舎で学び、第2学年から、建築探究科、森林・土木探究科（および森林科学、建築・土木工学を学ぶ総合学科）の生徒は、専門的な実習設備のある吉野学舎で学習に取り組む。

### スクール・ミッション
地域とともにある学校づくりを推進し、保護者や地域住民等が参画することにより、信頼される「魅力ある学校づくり」に努める。また、様々な教育活動を通して人権尊重の精神をもち、社会に貢献する自立した人材を育成する。

普通科・情報科学科・総合学科・専攻科を有する高等学校として奈良県・地域社会のニーズに応えていく。

### 学校目標

#### 重点目標
○確かな学力の育成－「自分に自信と誇りをもてる生徒」の育成

基礎学力の定着と学力の向上、主体的・探究的に実践できる生徒の育成、言語活動の充実、自尊感情の育成と自己肯定感の醸成、帰属意識と愛校心の育成、生徒一人一人の能力や適性にあった進路指導、望ましい職業観の育成
○豊かな人間性の育成－「人に優しくできる生徒」の育成

コミュニケーション能力の育成、人権と生命尊重の精神の徹底、道徳心や公共心の育成、地域や社会に貢献する精神の育成、自立してたくましく生きる力の育成、幅広い豊かな人間性の育成、自己理解と能力・特性の伸長
○たくましい心身の育成－「心身ともに健康でさわやかな生徒」の育成

部活動への積極的な参加による体力・気力の向上、規則正しい生活リズムの実践による自己管理能力の向上、挨拶の奨励、正しい言葉遣いの指導、規範意識の向上

### 教育方針
教育基本法等の理念のもと、心身ともに健康で正義と真理を愛し、勤労と責任を重んじ、豊かな情操と自主的精神に満ちた国家社会の形成者を育成する。
1. 学力の充実・伸長とともに、自主的創造的な態度・能力の伸長・啓培に努める。
2. 人権尊重の精神に徹し、規律を重んじ、道徳心や社会の連帯意識を育てる。
3. 豊かな情操に支えられた、たくましい気力・体力の増進と健康の自己管理の徹底、安全確保のための能力の開発に努める。
4. 国際理解・国際交流を深め、情報化、価値観の多様化などの社会変化に対応できる人材の育成に努める[3]。

#### アドミッション・ポリシー
次のような生徒を積極的に受け入れる。
- 本校の使命や教育方針を実践できる生徒
- 基礎的な学力が身に付いており、主体的・探求的に取り組める生徒
- 人権尊重の精神に徹し、他者を認め、社会貢献の意識の高い生徒
- 将来、奈良県内の企業等で建築や土木の業務に従事する意思を有しているもの（専攻科）[1]

#### カリキュラム・ポリシー
確かな学力、豊かな人間性、たくましい心身を育成するため以下の教育を行う。
- 生徒一人一人の興味・関心、進路選択に応じたカリキュラムを編成する。
- 学力の向上を図り、生徒一人一人の自己実現を目指する。
- 道徳心や公共心を育み、ボランティア活動を推進し、社会の一員として社会に貢献する精神を育てる。
- 基本的な生活習慣を身に付け、規範意識を向上させることにより、正しい判断力を涵養する。
- 部活動への積極的な参加を促し、体力・気力の向上を図る。
- 専門的な内容をより深く学び、資格等の取得を目指す。（専攻科）[1]

#### グラデュエーション・ポリシー
卒業（修了（専攻科））までに、以下の資質・能力の育成をめざす。
- 確かな学力や自主的創造的な態度や能力を身に付け、社会に貢献することができる。
- 人権尊重の精神に徹し、規律を重んじ、道徳心や社会の連帯意識を身に付けている。
- 国際理解、情報化、価値観の多様化などの社会の変化に対応できる[1]。

#### 校訓
校訓は、「創造」「敬愛」「剛健」である。

## 沿革

### 略歴
2020年4月に、奈良県教育委員会が策定した県立高等学校適正化実施計画の実施に伴い、新設合併の形態で開設された。但し、校地と校舎は大淀高と吉野高の校地を引き続き使用しており、学校統合においては、両校とも実質的な存続に成功している。

### 年表
- 2018年10月15日 - 奈良県立奈良南高等学校の設立などに関する条例の改正が公布される[2]
- 2020年4月1日 - 奈良県立奈良南高等学校が設立[2]。奈良県立大淀高等学校内に大淀学舎、奈良県立吉野高等学校内に吉野学舎を設置
- 2021年4月1日 - 開校
- 2022年4月1日 - 専攻科（建築学科および土木学科）を設置
- 2023年3月31日 - 奈良県立大淀高等学校、奈良県立吉野高等学校が廃校

## 基礎データ

### 所在地
- 大淀学舎
  - 奈良県吉野郡大淀町大字下渕983[6]
- 吉野学舎
  - 奈良県吉野郡吉野町大字飯貝680

### 通学区域
- 奈良県内全域

### アクセス
- 大淀学舎
  - 近鉄吉野線「下市口駅」より北東へ約300ｍ（徒歩約5分）
- 吉野学舎
  - 近鉄吉野線「吉野神宮駅」より東へ約1.6km（徒歩約22分）
  - 近鉄吉野線「大和上市駅」より東へ約1.8km（徒歩約25分）

### 象徴

#### 校歌
作詞・作曲は大谷 幸宏による。歌詞は2番まであり、校名は登場しない。校歌音声

## 設置する課程、学科、専攻科及び定員
- 全日制課程
  - 普通科 - 120名（募集人員40名：特色選抜）

情報に関する学科
- - 情報科学科 - 120名（募集人員40名：特色選抜）

総合学科
- - 総合学科 - 120名（募集人員40名：特色選抜）

工業に関する学科
- - 建築探究科 - 60名（募集人員20名：特色選抜）
  - 森林・土木探究科 - 60名（募集人員20名：特色選抜）

総合学科については、こども学・看護のいずれかの類型の教育課程に、2年次より分かれる。
- 専攻科
  - 建築学科 - 20名程度（募集人員10名程度）
  - 土木学科 - 10名程度（森林・土木探究科の新設に伴い、2024年度より、生徒募集停止）

吉野高で設置されていた森林科学科・建築工学科・土木工学科は、総合学科内の類型として継承された。2022年4月には、建築学科・土木学科の専攻科が開設され、2024年4月には、総合学科内の「森林科学」、「建築・土木工学」の類型が発展改組し、建築探究科及び森林・土木探究科として開設された。

## 学校行事
- 4月 - 1学期始業式・入学式・対面式・部活動紹介・新入生歓迎文化発表会
- 5月 - 南高遠足（1・2年生）・校外学習（3年生）・職場体験・見学会（3年生）・校外美化活動
- 6月 - 歯科検診・救命講習（2年生）・進路希望者集会・修学旅行・子育て交流
- 7月 - 夏期講習・面接指導（3年生）・1学期終業式
- 8月 - 転入学者試験・就職者面接指導・オープンキャンパス
- 9月 - 2学期始業式・体育大会
- 10月 - 創立記念日・全校一斉HR読書・子育て交流
- 11月 - 友楽祭（文化祭）・交通安全教室・生徒会役員選挙
- 12月 - 校外美化活動・生徒会リーダー研修会・2学期終業式
- 1月 - 3学期始業式・カルタ大会
- 3月 - 卒業式・離任式・3学期修了式

## 部活動

### 運動部
- 野球部
- サッカー部
- バスケットボール部
- バレーボール部
- 硬式テニス部
- 日本拳法
- 陸上部
- 卓球部
- ウエイトリフティング部
- 剣道部（吉野学舎）
- カヌー部（吉野学舎）

### 文化部
- 吹奏楽部
- 音楽部
- ビジネス研究部
- 放送部
- 新聞文芸部
- 華道部
- 茶道部
- 人権文化交流部
- 演劇部
- 写真部
- ESS部
- 美術部
- 書道部
- 建築文化部（吉野学舎）
- 木工芸部（吉野）
- YCC（吉野ビジネスクラブ）（吉野学舎）
- 和太鼓部（吉野学舎）

## 沿革（奈良南高校が開校した令和３年度～）

### 令和３年度
- 令和３年４月１日　奈良県立吉野高等学校と奈良県立大淀高等学校が結合され、奈良県立奈良南高等学校を開校し、本影 隆志校長就任（大淀高校25代・奈良南高校初代）普通科、情報科学科、総合学科（森林科学系列、建築系列、土木工学系列、こども学系列、看護系列）設立

- 令和３年４月８日　令和３年度第１学期始業式オンラインで実施。

- 令和３年４月９日　第１回奈良県立奈良南高等学校入学式挙行・教育長による開校宣言の後１３８名の入学を許可・新型コロナウイルス感染防止のため、来賓、在校生はなし。マスクの着用などを入学生保護者に依頼。

- 令和３年４月 ２１ 日　生徒・職員に新型コロナ感染症陽性者が確認され、学校でPCR検査を実施　４月30日まで臨時休業。

- 令和３年４月 ２８ 日　遠足延期するも中止。

- 令和３年５月 ２６ 日　修学旅行（北海道方面）延期。

- 令和３年７月 ２０ 日　第１学期終業式オンラインで実施。

- 令和３年９月 １３ 日　コロナ感染者拡大のためこの日に第２学期始業式をオンライン２部で実施。

- 令和３年９月 １４ 日～令和３年９月２４日　分散登校＋オンライン授業開始。　40分校時９月30日まで。

- 令和３年 １０ 月８日　体育大会（午前１年、午後２・３年）実施。

- 令和３年 １１ 月 １０ 日～令和３年 １１ 月 １８ 日　第64回友楽祭　新型コロナウイルス感染防止の観点から、昨年と同様展示期間を設けて実施する。昼休みや放課後を利用して、文化系作品などを展示する。

- 令和３年 １１ 月 ２４ 日～令和３年 １１ 月 ２６ 日　第２学年修学旅行　コロナの関係で時期を遅らせ行き先も変更して実施　（沖縄方面）。

- 令和３年 １２ 月 ２８ 日　第２学期終業式オンラインで実施。第２学期開始が遅れた分終業式を後送り。
- 令和４年１月７日　第３学期始業式オンラインで実施。

- 令和４年３月１日　第74回卒業証書授与式挙行・新型コロナウイルス感染防止のため、来賓、在校生はなし。マスクの着用などを卒業生保護者に依頼。

- 令和４年３月 １８ 日　第３学期終業式オンラインで実施。

### 令和４年度
- 令和４年４月  ８  日　令和４年度第１学期始業式オンラインで実施。

- 令和４年４月 １１ 日　第２回奈良県立奈良南高等学校入学式挙行。118名の入学許可・新型コロナウイルス感染防止のため、来賓、在校生はなし。マスクの着用などを入学生保護者に依頼。

- 令和４年４月 ２８ 日　大高・南高遠足　２年間中止しており、３年生は経験していないので全学年で実施 約300人参加、200人完歩。

- 令和４年６月１日～令和４年６月３日　第２学年修学旅行 コロナ関係で時期を遅らせ行き先変更。第２学年修学旅行実施（沖縄方面）

- 令和４年７月 ２０ 日　第１学期終業式オンラインで実施。

- 令和４年９月１日　第２学期始業式オンラインで実施。

- 令和４年 １０ 月 １４ 日　体育大会 コロナのため競技内容を変更し全学年で実施。

- 令和４年 １１ 月 １０ 日　第65回友楽祭　コロナ感染防止のため食品バザーを実施せず　保護者は事前申し込み者のみ。

- 令和４年 １２ 月 ２３ 日　積雪のため第２学期終業式を１時間遅らせ教室と自宅のリモートで実施。

- 令和５年１月 １０ 日　第３学期始業式オンラインで実施。

- 令和５年３月１日　第75回卒業証書授与式・大淀高校閉校式挙行。新型コロナウイルス感染防止のため、在校生は送辞のみ。保護者各家庭２名事前登録制。来賓は育友会・文体会・同窓会各会長のみ。生徒・職員のマスクは個人判断。

- 令和５年３月 ２０ 日　第３学期終業式・離任式をオンラインで実施。

- 令和５年３月 ３０ 日　コンピュータ室のパソコンを全て新しい物に変更。(SSD)

- 令和５年３月 ３１ 日　２C教室を情報探求教室に大型改装。(PC・モニタ設置)

### 令和５年度
- 令和５年４月 １０ 日　第１学期始業式・着任式を３年ぶりに体育館で実施。奈良南高校開校して初めて体育館で式を挙行。奈良南高校 ２代 佐野 勝典 校長就任。

- 令和５年４月 １１ 日　第３回奈良県立奈良南高等学校入学式挙行。1０8名の入学許可・来賓、在校生はなし。生徒・職員のマスクは個人判断。

- 令和５年４月 １２ 日　令和５年度全校生徒対面式を３年ぶりに体育館で実施。奈良南高校開校して初めて体育館で奈良南校歌斉唱。

- 令和５年４月 １２ 日　南高遠足　コロナの影響で、３年生は１年しか経験していないので全学年で実施 334人参加、約230人完歩。

- 令和５年５月 １１ 日　令和５年度新入生歓迎文化発表会を３年ぶりに実施。奈良南高校開校して初めての実施。

- 令和５年５月 １７ 日　令和５年度生徒総会を３年ぶりに体育館で実施。奈良南高校開校して初めての体育館での実施。

- 令和５年６月  ７  日～令和５年６月９日　第２学年修学旅行 ２泊３日金沢方面での実施。第２学年修学旅行実施。

- 令和５年６月 １６ 日　軽音楽部による放課後中庭ライブを実施。

- 令和５年７月 ２０ 日　第１学期終業式を３年ぶりに体育館で実施。

- 令和５年７月 ２１ 日　特別教室棟の外壁塗装工事開始

- 令和５年９月１日　第２学期始業式を熱中症対策の為リモートで実施。

- 令和５年９ 月 ２６ 日　人権映画会前半を放課後に体育館で実施

- 令和５年９月 ２７ 日　人権映画会後半を放課後に体育館で実施

- 令和５年 １０ 月  ６  日　体育大会 今年は育友会・文体会の皆様が来校。

- 令和５年 １０ 月 １５ 日　創立記念日

- 令和５年 １１ 月  ９  日～令和５年 １１ 月 １０ 日　第6６回友楽祭　奈良南高校開校以来初めての２日間、文化祭を実施。１日目は展示、講演会を実施。２日目は展示、食品バザーを実施。

- 令和５年１１ 月 ２２ 日　３年生校外学習（ナガシマスパーランド）を実施。

- 令和５年 １２ 月 ２２ 日　第2学期終業式をリモートで実施。

- 令和５年 １２ 月 ２５ 日　特別教室棟の外壁塗装工事終了

- 令和６年  １  月  ９  日　第3学期始業式をリモートで実施。

- 令和６年  １  月 ２４ 日　１・２年生で新春かるた大会を実施。

- 令和６年  １  月 ３１ 日　３年生で球技大会を実施。

- 令和６年  ２  月 ２９ 日　３年生卒業式予行を実施。

- 令和６年３月  １  日　第1回卒業証書授与式挙行。奈良南高校一期生が卒業。

- 令和６年３月 １９ 日　第３学期終業式・離任式を３年ぶりに体育館で実施。

### 令和６年度
- 令和６年４月  ８  日　第１学期始業式・着任式を体育館で実施。奈良南高校 ３代 磯田 喜義 校長就任。

- 令和６年４月  ９  日　第４回奈良県立奈良南高等学校入学式挙行。在校生はなし。

- 令和６年４月 １０ 日　令和６年度全校生徒対面式を体育館で実施。体育館で奈良南校歌斉唱。

- 令和６年４月 ２６ 日　第３回南高遠足を１・２年生で実施。天候は快晴。

- 令和６年５月 １５ 日　令和６年度生徒総会を体育館で実施。

- 令和６年 ６月  ５  日～令和６年６月 ７日　第２学年修学旅行 ２泊３日中国・四国地方で実施。第２学年修学旅行実施　現地での体調不良者なし。３年生校外学習（大阪USJ）を実施。

- 令和６年７月 １９ 日　第１学期終業式及びALT離任式をリモートで実施。

- 令和６年７月 ２１ 日　校舎の消火設備工事開始

- 令和６年９月２日　第２学期始業式及びALT着任式をリモートで実施。

- 令和６年 １０ 月  ６  日　体育大会を実施予定だったが雨天の為延期

- 令和６年 １０ 月 １１ 日　体育大会を実施 育友会・文体会の皆様が来校。

- 令和６年 １０ 月 １５ 日　創立記念日

- 令和６年１０ 月 ２４ 日　人権映画会を放課後に体育館で実施

- 令和６年 １１ 月  ７  日～令和６年 １１ 月  ８  日　第6７回友楽祭　２日間、文化祭を実施。１日目は展示、講演会を実施。２日目は展示、食品バザーを実施。

- 令和６年 １１ 月 １２ 日　令和６年度 生徒会演説会・投票を６限目に実施。

- 令和６年 １２ 月 ２３ 日　第2学期終業式をリモートで実施。

- 令和７年１ 月７日　第3学期始業式をリモートで実施。

- 令和７年１月 １６ 日　３年生で球技大会を実施。

- 令和７年１月 ２２ 日　１・２年生で新春かるた大会を実施。

- 令和７年２月  ７  日　DXハイスクールの一環でマルチメディア実習を改装。

- 令和７年２月 ２８ 日　３年生卒業式予行を実施。

- 令和７年３月１日　第２回卒業証書授与式挙行。奈良南高校二期生が卒業。

### 令和７年度
- 令和７年４月８日　第１学期始業式・着任式を体育館で実施。奈良南高校 ４代 今西 亮 校長就任。

- 令和７年４月９日　第５回奈良県立奈良南高等学校入学式挙行。在校生はなし。

- 令和７年４月１０日　令和７年度全校生徒対面式を体育館で実施。体育館で奈良南校歌斉唱。

- 令和７年４月２５日　第４回南高遠足を１・２年生で実施。天候は快晴。
- 令和７年５月１４日　令和７年度生徒総会を体育館で実施。

## 高校関係者と組織

### 高校関係者組織
- 奈良県立奈良南高等学校学校運営協議会 - 保護者、地域住民、校長、関係行政機関の職員の中から委嘱された委員による機関。学校運営及び当該運営への必要な支援に関して協議する。
- 奈良県立奈良南高等学校育友会 - 生徒保護者による保護者会組織で、会員は入会金及び年会費を納入する。
- 奈良県高等学校PTA協議会 - 奈良県立教育研究所内に事務局を置くPTA協議会。奈良県立奈良南高等学校育友会の会員をもって会員とし、会員は単位PTA分担金として会費を納入する。

### 高校関係者一覧

#### 著名な出身者
- 石橋信夫 - 実業家。大和ハウス工業創業者、元会長（旧吉野林業学校）
- 石井修 - 建築家（旧吉野工業学校）
- 大谷一二 - 政治家。元奈良県川上村 (奈良県)長、川上村議会議員
- ミス花子 - シンガーソングライター（旧吉野林業高等学校）
- 安田知生- 元ラグビー選手。元NECグリーンロケッツ。（旧吉野高等学校）
- 大井啓世 - 競輪選手（旧大淀高等学校）
- 内藤就行 - 元サッカー選手（旧大淀高等学校）
- 馬場悠 - サッカー選手（旧大淀高等学校）

#### 著名な教職員
- 花岡大学 - 童話作家。小説家・児童文学作家、仏教の僧侶（旧吉野高等女学校）